# Miramont-de-Comminges
Miramont-de-Comminges (em occitano:  Miramont de Comenge) é uma comuna francesa na região administrativa da Occitânia, no departamento do Alto Garona. Estende-se por uma área de 8.09 km², com 773 habitantes, segundo o censo de 2018, com uma densidade de 96 hab/km².